# 佐兰·扬科维奇 (政治人物)
佐兰·扬科维奇（1953年1月1日—）是一名斯洛文尼亚商人与政治家。他从2006年10月当选卢布尔雅那市长至今，成为自二战后首位两次当选盧布里雅納市长的人。2011年10月他领导创建了中间偏左的政党——斯洛维尼亚积极党，并在12月4日举行的国会大选中成为第一大党。

## 早年与商业活动
他生于南斯拉夫塞尔维亚的斯梅代雷沃附近的萨拉奥尔齐。他父亲是塞爾維亞人，母亲是斯洛維尼亞人。1964年全家搬到斯洛維尼亞居住。他在卢布尔雅那读中学，1971-1980年在卢布尔雅那大学的经济学院就读。
1984年他在该国最大的一家零售商店连锁公司Mercator当主管。后来他创办了一家名叫Electa的公司。从1997年到2005年辞职为止他一直担任Mercator公司的总裁。

## 政治生涯
2006年10月，他作为独立人士参加卢布尔雅那市长选举，他得到63%的选民支持而当选，11月17开始了四年的市长任期。他领导的非政党团队Zoran Janković List获得市议会45席中的23席。
2010年10月10日，他在连任市长竞选中得到65%的选票成功连任。Zoran Janković List获得市议会45席中的25席。
2011年10月11日，他宣布将参加2011年的议会选举，10月22日成立了积极党。该党在12月4日举行的国会大选中赢得90席中的28席位居第一，他原本有望当选总理，但是因為其塞爾維亞人的父系血緣，遭到斯洛維尼亞民族主義者的抵制而無法擔任。

## 其他
1984-90年，他任足球俱乐部Union Olimpija的副主席。他也是成功的女性手球俱乐部— Krim Electa的创始人，并从1992到1997年担任该俱乐部的主席。1996到2004年，他还是斯洛维尼亚手球联合会的主席。